# Jonna Tervomaa
Jonna Marika Tervomaa (Forssa, 7 de janeiro de 1973) é uma cantora e compositora finlandesa. Sua fama começou aos dez anos quando venceu o concurso "Syksyn Sävel" com a canção "Minttu sekä Ville". Sua carreira adulta começou em 1998 com o álbum que leva o seu nome.
Alguns de seus maiores hits são "Suljettu sydän" (1998), "Yhtä en saa" (1999), "Rakkauden haudalla" (trilha sonora do filme Helmiä ja sikoja, 2003), "Myöhemmin" (2004) e "Se ei kuulu mulle" (2004).

## Discografia

### Álbuns
- "Jonna" (1984)
- "Tykkään susta" (1985)
- "Jonna" (1986)
- "Parhaat" (1987)
- "Jonna Tervomaa" (1998)
- "Neljä seinää" (1999)
- "Viivalla" (2001)
- "Halo" (2004)
- "Parempi loppu" (2007 - The Better End)